# Dobogó-kő
A Dobogó-kő kiránduló- és üdülőhely, a Visegrádi-hegység legmagasabb hegye, tengerszint feletti magassága 700 méter. A hegycsúcson húzódik Komárom-Esztergom vármegye (Dömös) és Pest vármegye (Pilisszentkereszt) határa. A 19. század végén vált népszerű úticéllá. A hegyen található település Dobogókő néven közigazgatásilag Pilisszentkereszt része.

## Földrajz
A vulkanikus eredetű kiemelkedés Pilisszentkereszt központjától északra, Budapest és Esztergom között nagyjából félúton helyezkedik el. Magassága 700 méter a tengerszint felett. A hegy tetejéről kiváló kilátás nyílik a Dunakanyarra, sőt, tiszta időben igen távoli hegyek is kivehetőek (például Mátra, Magas-Tátra). Dél felé lankásan emelkedik, észak felé viszont meredek sziklafalak és az ezekbe vágódott völgyek vezetnek a Duna felé. A legjelentősebb a Rám-szakadék.

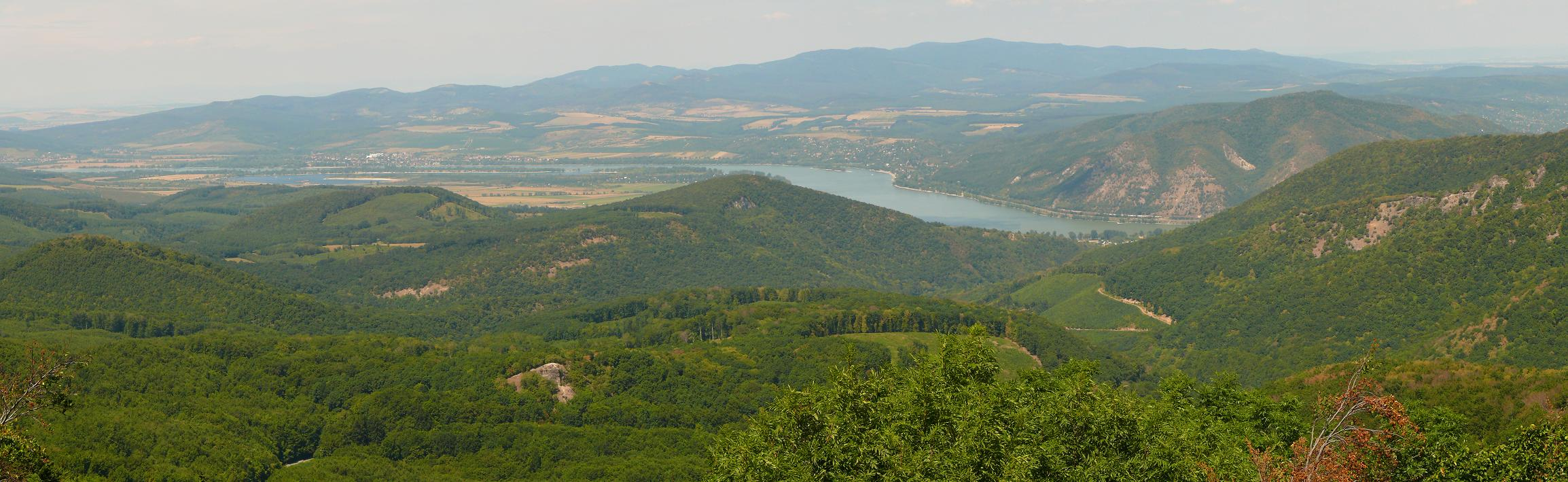
A Dunakanyar Dömös közelében a Dobogó-kőről

### Távolsága hazánk más jelentős hegycsúcsaitól, légvonalban

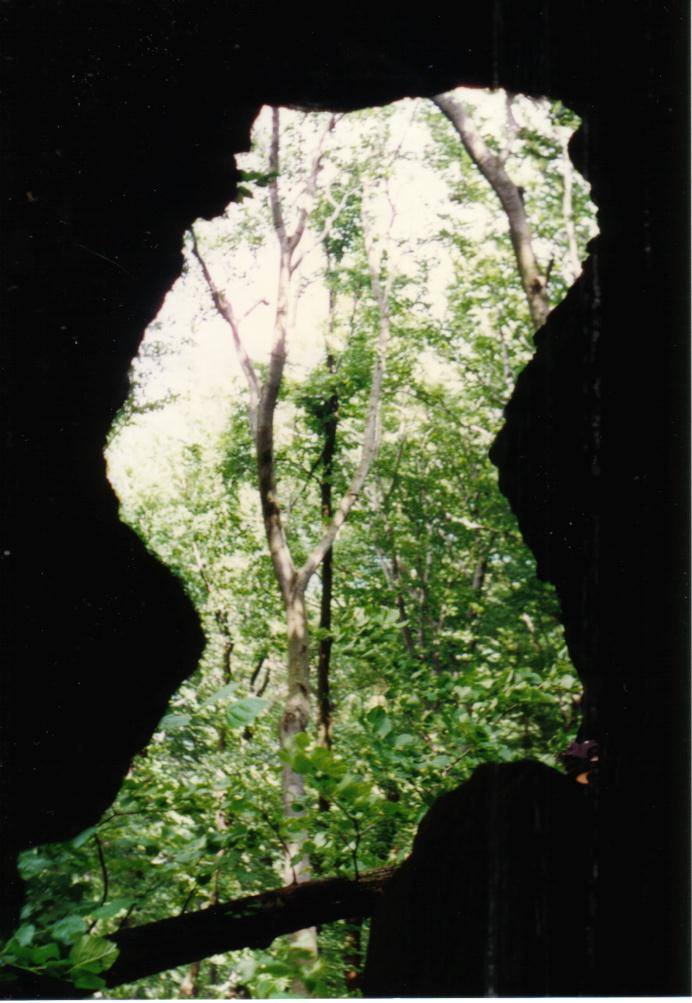
A Szenteltvízmedencés-barlang bejárata

- Csóványos 25,7 km
- Misina 187,5 km
- Írott-kő 189,2 km
- Nagy-Milic 212,9 km

## Éghajlat
A hegyen az átlaghőmérséklet minden évszakban a magyarországi átlag alatt marad, ami nyáron kellemesebb, télen pedig a hó megmaradása révén alkalmasabbá teszi a téli sportokra.

## Megközelítés
Dobogó-kő Budapest felől a 11-es főúton, majd a Pomáz–Pilisszentkereszt útvonalon, Esztergom felől pedig Pilisszentlélek mellett elhaladva érhető el, az 1111-es útból Kétbükkfa-nyeregnél kiágazó 11 115-ös úton. Mindkét irányból megközelíthető helyközi autóbusszal is, a járatokat a Volánbusz üzemelteti. A Budapest felől érkezőknek a Volánbusz a H5-ös HÉV (Szentendrei HÉV) Pomáz állomásától kínál dobogó-
kői eljutást.

## A hegy barlangjai
- Szenteltvízmedencés-barlang
- Kilátós-barlang (Dömös)
- Mária-barlang (Dömös)

### A Szer-kövek barlangjai
- Ablakos-barlang (Dömös)
- Hideg-lyuk (Dömös)
- Kőtorony-alatti-barlang
- Ötlyukú-barlang

## Története

Báró Eötvös Loránd menedékház

Nevének eredte és földrajzi helyzete nyomán a Pilis-kutatás egyik központi témája lett. Annyi azonban bizonyos, hogy a vidék a középkorban a királyok vadászterületéhez tartozott, később pedig a magyar turisztika történetében volt meghatározó jelentőségű.

### Szerepe a magyar turizmus történetében
A turistáskodás és síelés komoly múltra tekint vissza Dobogókőn. A 19. század végén a Magyar Turista Egyesület Thirring Gusztáv és Téry Ödön vezetésével elkezdte a turistautak kijelölését a környéken, mely a fővároshoz közeli fekvésének, a változatos erdei utaknak és a panorámának köszönhetően alkalmas kirándulóhely volt. Dobogó-kőn épült az ország egyik első turistaháza, a báró Eötvös Loránd menedékház, melyet Pfinn József tervei alapján 1898-ban adtak át. A faház mellett 1906-ban felépült a nagyobb kőépület.
A trianoni békeszerződést követően, 1923-ban Dobogó-kőn hozták létre a mai Magyarország első sípályáját.
Dobogókőn áthalad az Országos Kéktúra útvonala. A báró Eötvös Loránd menedékház faépületében ma a Turistamúzeum működik, a kőépület jelenleg is turistaház.
Téry Ödönnek (1856-1917), a magyar turistamozgalom egyik kezdeményezőjének állít emléket a Téry-emlékmű (Christián Sándor műve, 1926).
A sípályánál áll a Zsindelyes Vendégház, Makovecz Imre első, nemzetközi ismertséget hozó épülete. A siketek Szűz Mária-kegyhelye a kilátó alatt található.

## A sípálya
Dobogókő a Budapesthez legközelebb eső síközpont, egyben a mai Magyarország területén elsőként (1923-ban) létrehozott sípálya. A téli sportokra különösen alkalmas területen már a két világháború között is sípálya működött, amely az elmúlt évtizedben komoly fejlesztéseken esett át. Két pályából és egy tányéros felvonóból áll. A környéken szánkópályát is kijelöltek, illetve több sífutóút is található, melyeknek azonban jelenleg nincs kezelője.

## Kerékpársport
A Visegrádi-hegység Budapesthez való közelségének illetve kiépített közúthálózatának köszönhetően Dobogó-kő rendkívül népszerű nem csak a versenyszerűen kerékpározók, hanem az amatőr kerékpárosok körében is. A hegytető Esztergom, Pomáz illetve Pilisvörösvár felől közúton, míg Pilismarót felől aszfaltozott erdészeti műúton is elérhető, jellemzően 500-550 méter szintkülönbség leküzdésével. 

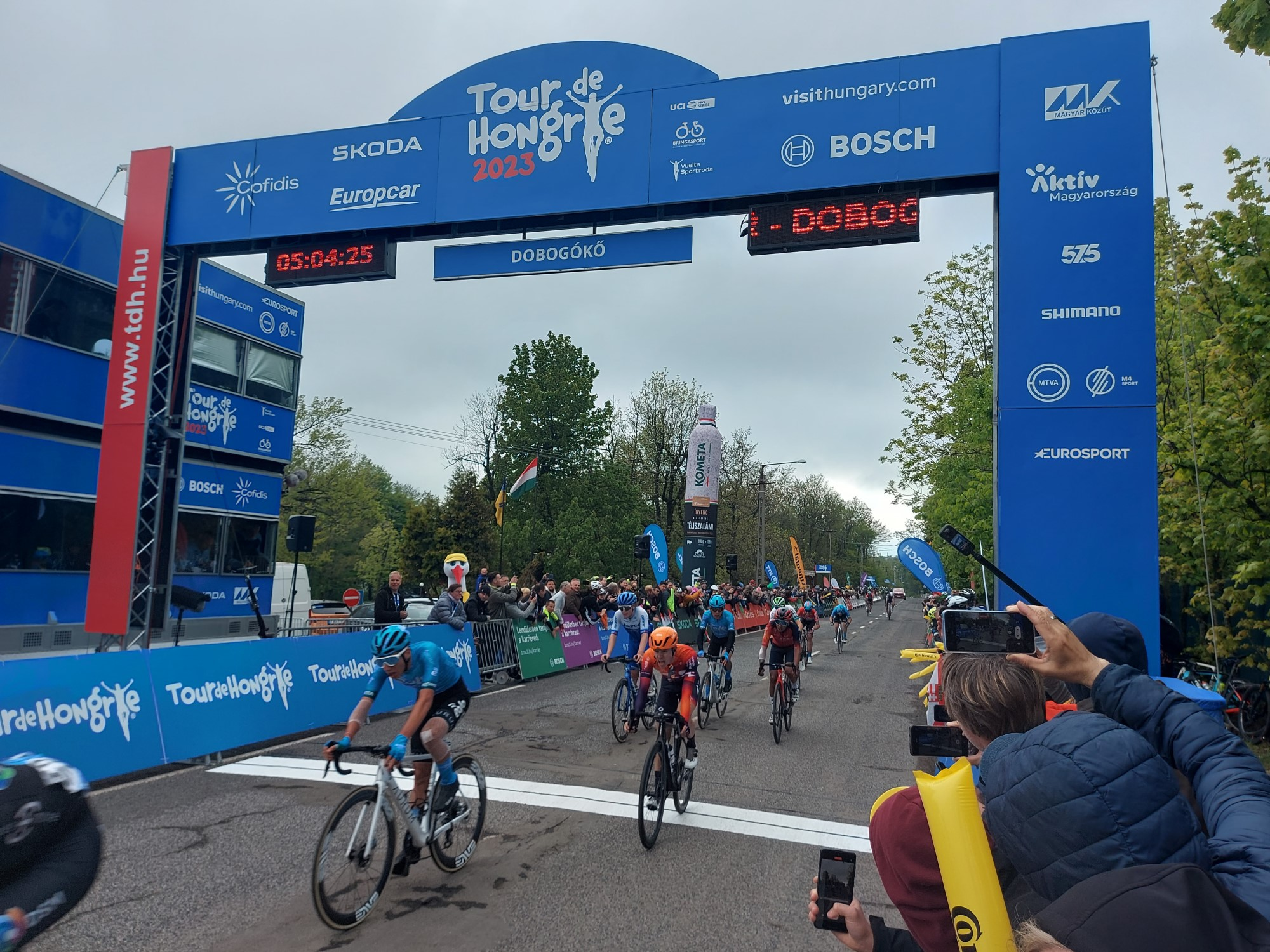
Hegyi befutó Dobogókőn, Tour de Hongrie 2023
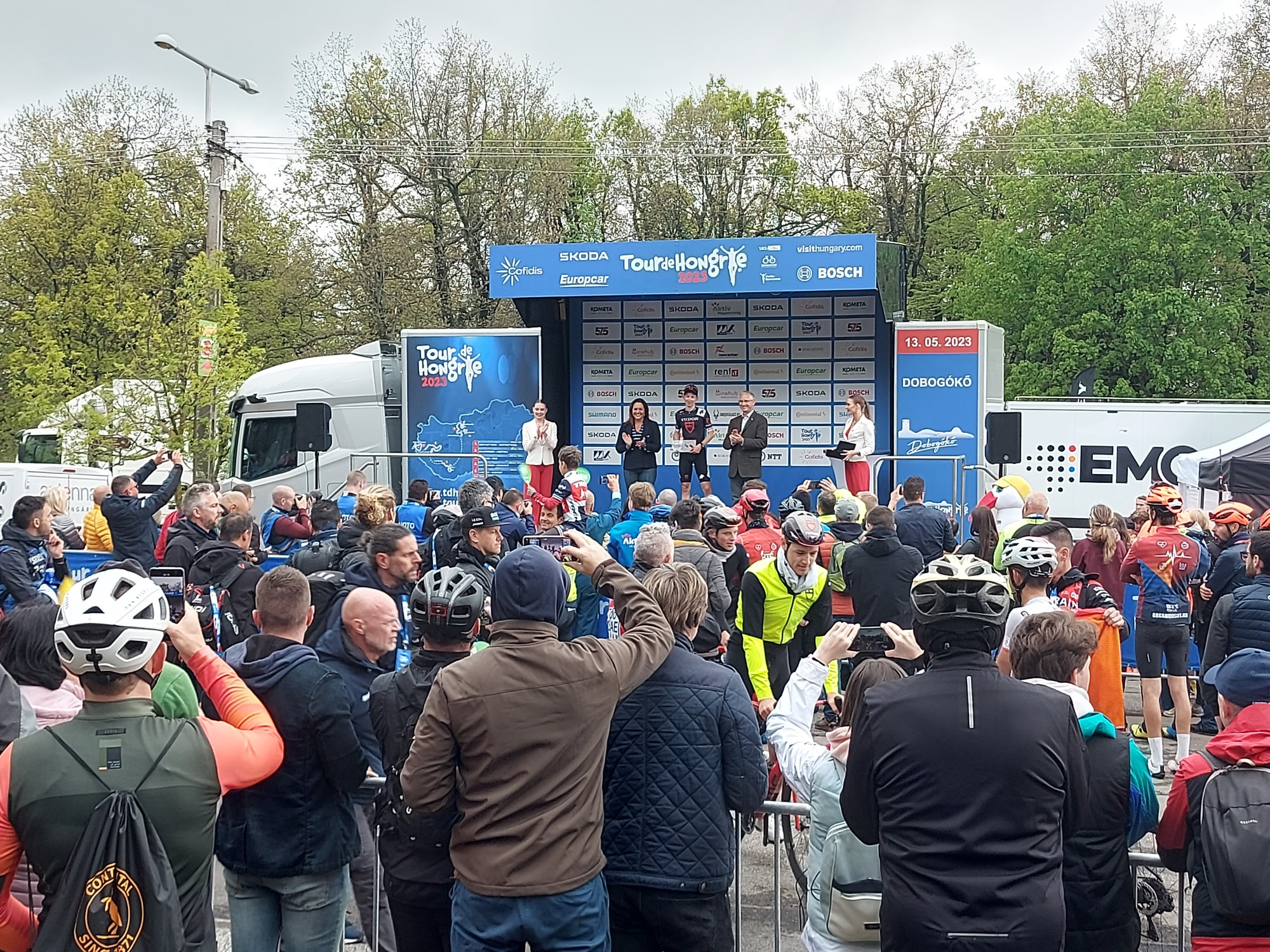
A 4. szakasz győztese Dobogókőn, Tour de Hongrie 2023

Dobogó-kő mind a profi, mind az amatőr kerékpárversenyek kedvelt helyszíne. 2019-ben illetve 2020-ban a Tour de Hongrie a Dobogó-kőtől 3 km-re található, 575 méter magasságban fekvő Két-bükkfa-nyergen többször is áthaladt, mindkétszer esztergomi befutóval. A 2023-as verseny negyedik, Martonvásárról induló 206 km-es, 2646 méter szintemelkedést tartalmazó királyetapja dobogó-kői hegyi befutóval ért véget, a svájci Yannis Voisard (Tudor Pro Cycling) győzelmével.

## Képek

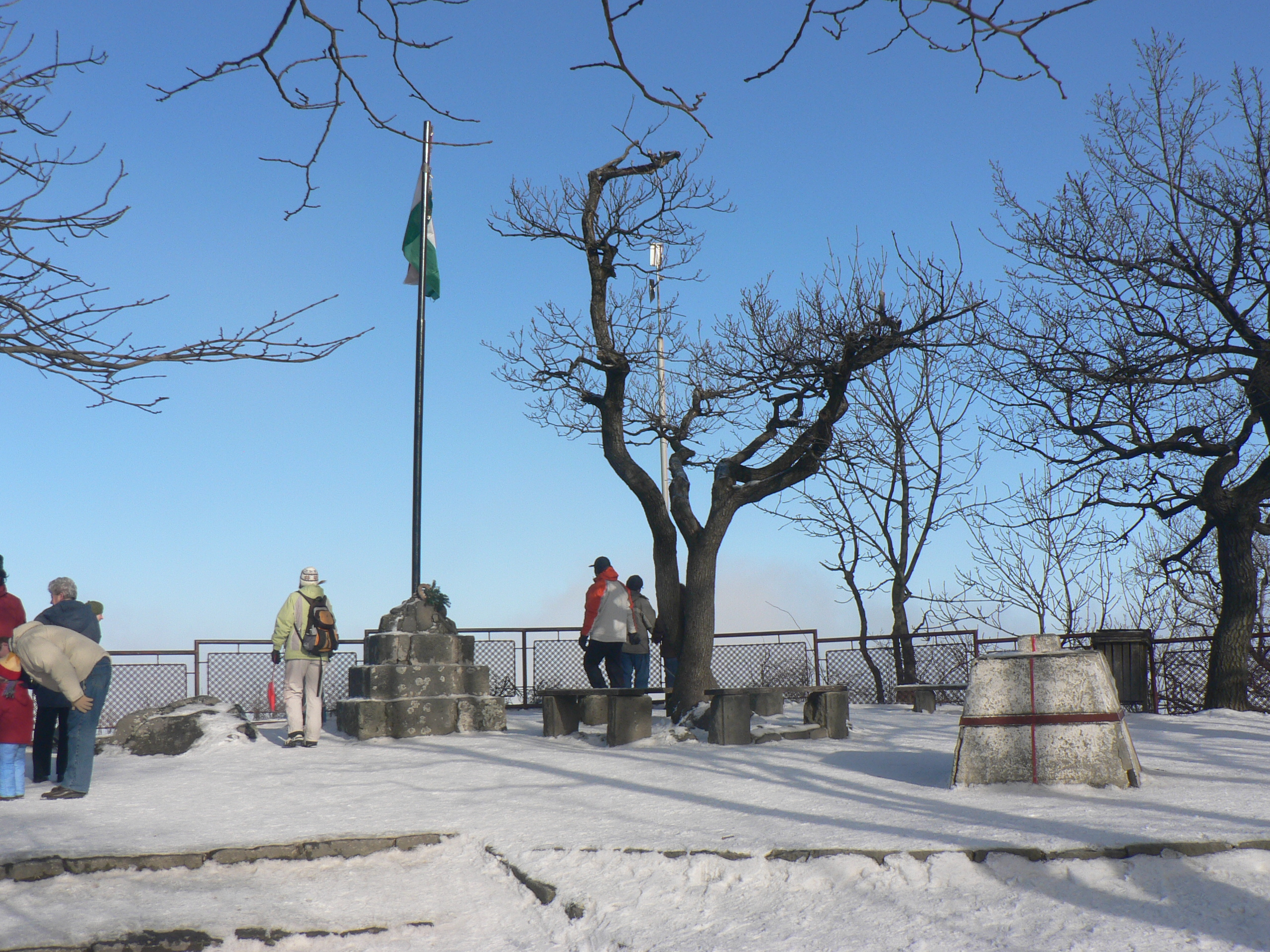
Télen
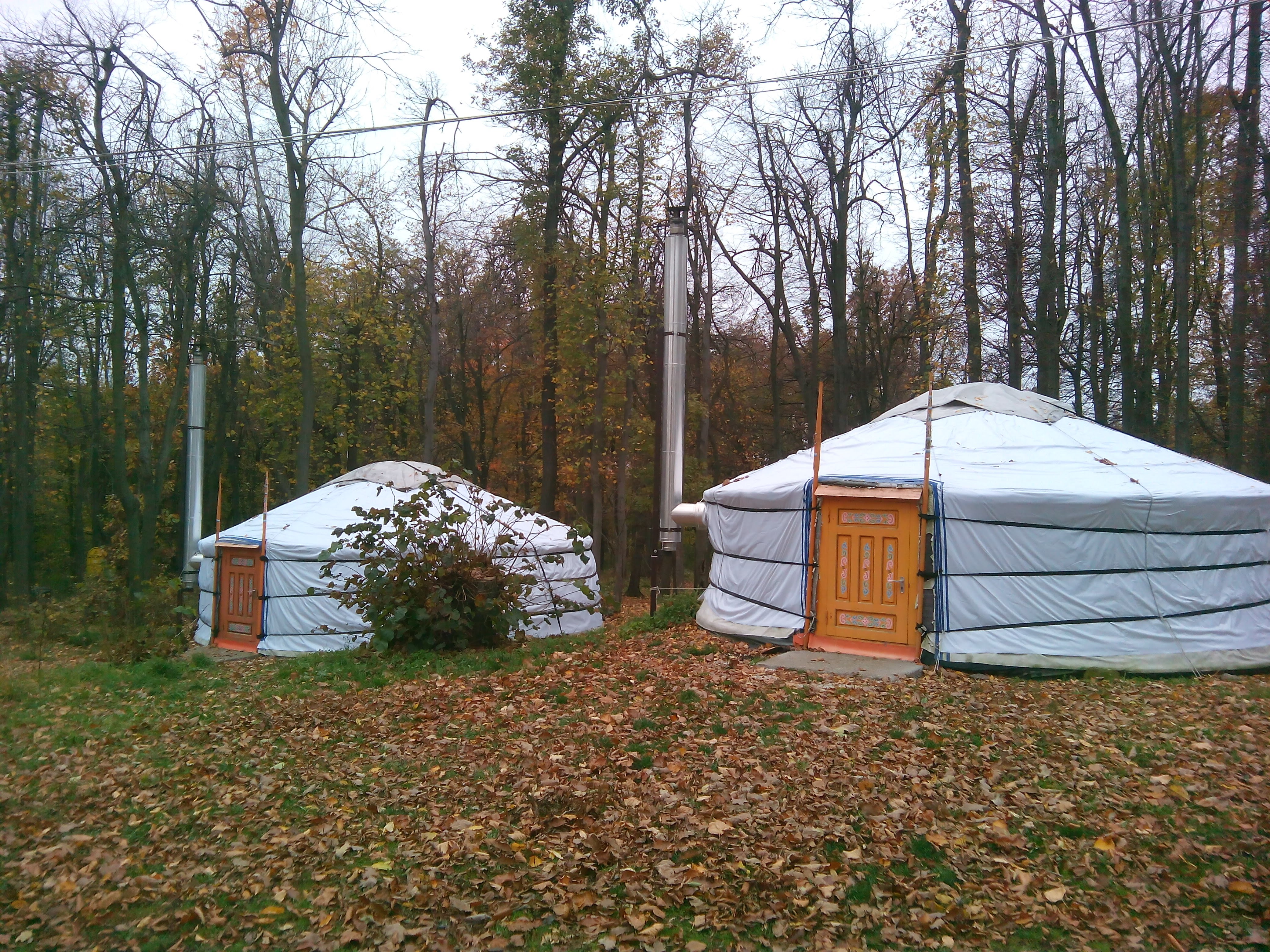
Jurta-szállások
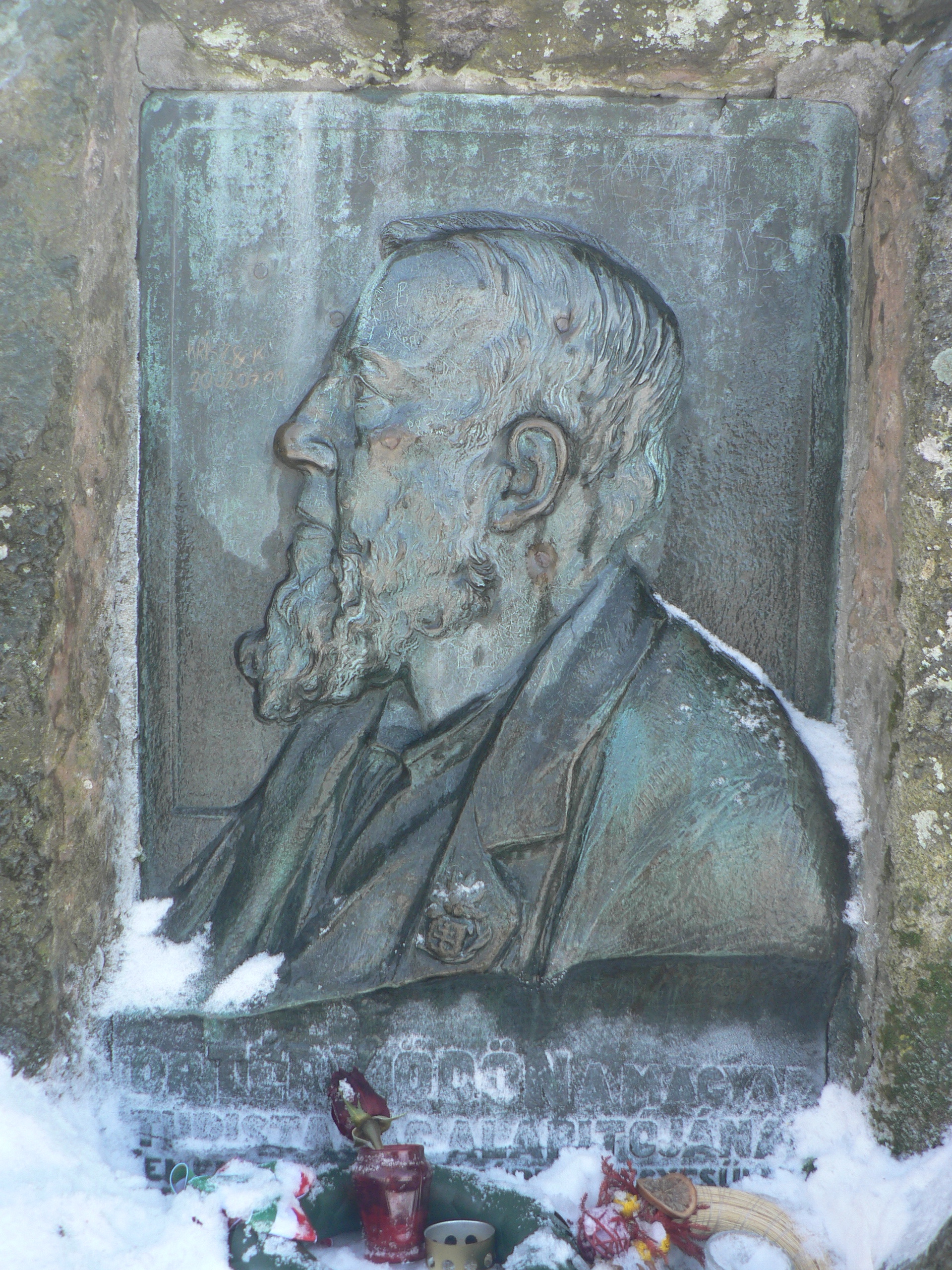
Téry Ödön emlékműve
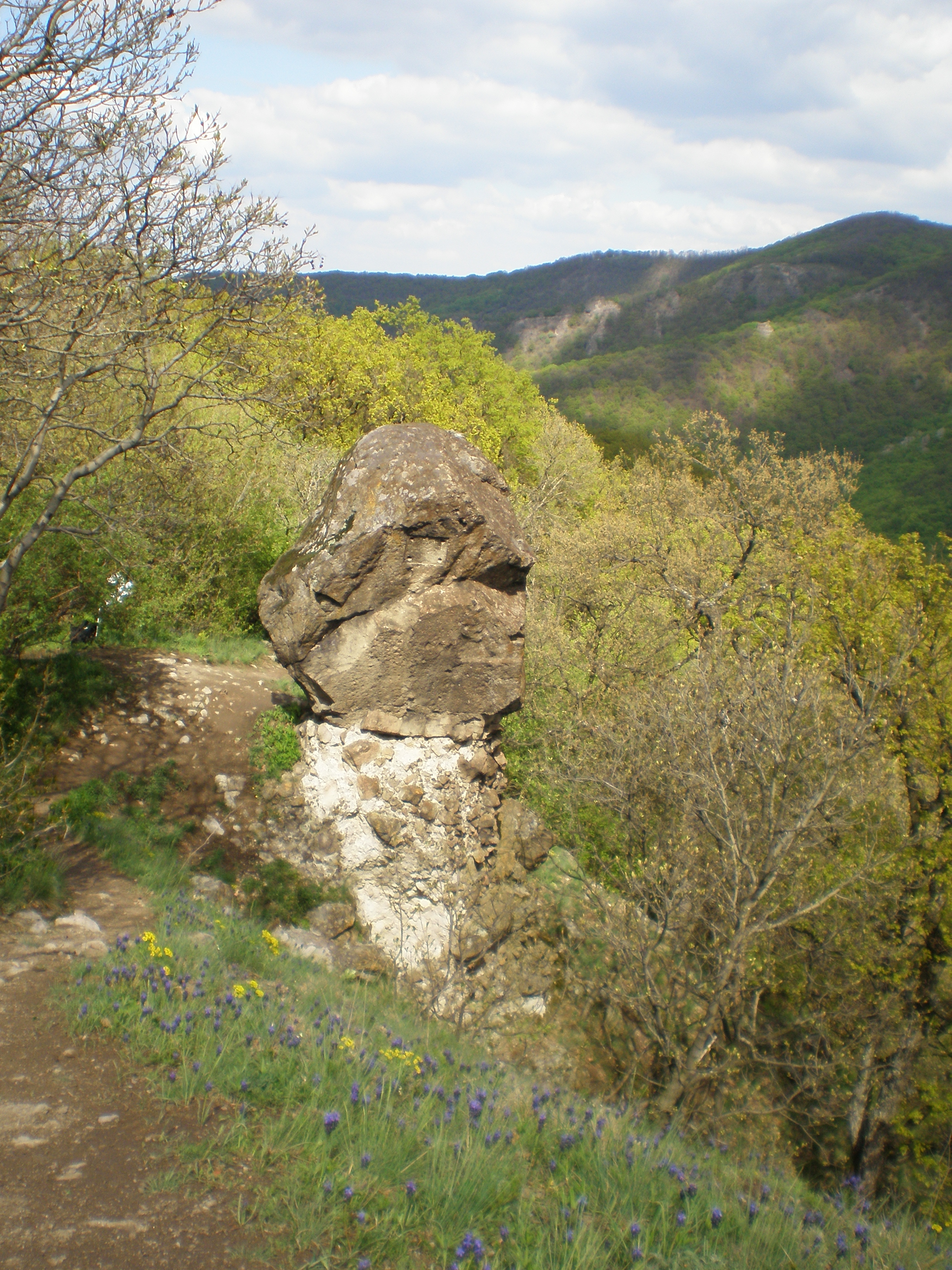
A Ferenczy-szikla